# گورا آلاگوردی
گورا آلاگوردی (به قزاقی: Gora Alagordy) یک کوه در قزاقستان است که در چین واقع شده است. گورا آلاگوردی ۴٬۶۲۲ متر بالاتر از سطح دریا واقع شده است.